# دهستان چنارشاهیجان
دهستان چنارشاهیجان، یکی از دهستان‌های بخش مرکزی شهرستان کوه‌چنار در استان فارس ایران است. مرکز این دهستان، روستای حکیم‌باشی بالا است.

## جمعیت
بر پایه سرشماری عمومی نفوس و مسکن در سال ۱۳۹۵، جمعیت دهستان چنارشاهیجان برابر با ۷٬۱۶۰ نفر بوده است.